# Jorge Guasch
Jorge Catalino Guasch Bazán (født 17. januar 1961 i Itá, Paraguay) er en paraguayansk tidligere fodboldspiller (midtbane).

## Karriere
Guasch spillede 47 kampe for Paraguays landshold. Han repræsenterede sit land ved VM 1986 i Mexico, og spillede alle paraguayanernes fire kampe i turneringen, hvor holdet blev slået ud i 1/8-finalen.
På klubplan spillede Guasch 15 år hos Asunción-storklubben Olimpia. Her var han med til at vinde en lang række titler, blandt andet hele ni paraguayanske mesterskaber, to Copa Libertadores-titler samt en udgave af Intercontinental Cup.

## Titler
Primera División de Paraguay
- 1978, 1979, 1980, 1981, 1982, 1983, 1985, 1988 og 1989 med Olimpia

Copa Libertadores
- 1979 og 1990 med Olimpia

Copa Interamericana
- 1979 med Olimpia

Intercontinental Cup
- 1979 med Olimpia

Recopa Sudamericana
- 1990 med Olimpia

Supercopa Sudamericana
- 1990 med Olimpia